# Nedenunder
Nedenunder er en kortfilm fra 2009 instrueret af Anne-Grethe Bjarup Riis efter eget manuskript.

## Handling
Alvin lever i en drøm. Han er gået fra sin store kærlighed og har aldrig set deres fælles barn. Da han en nat vender tilbage, hvirvles han ind i et mareridt, hvor han konfronteres med sin egen rolle som kæreste, ven, elsker, søn og barnebarn. Det får ham til at vågne op og ændre sit liv.